# Gyarmati Fanni
Radnóti Miklósné Gyarmati Fanni (Budapest, 1912. szeptember 8. – Budapest, 2014. február 15.) magyar nyelvtanár, oktató, férje, Radnóti Miklós hagyatékának rendezője, őrzője, közrebocsátója.

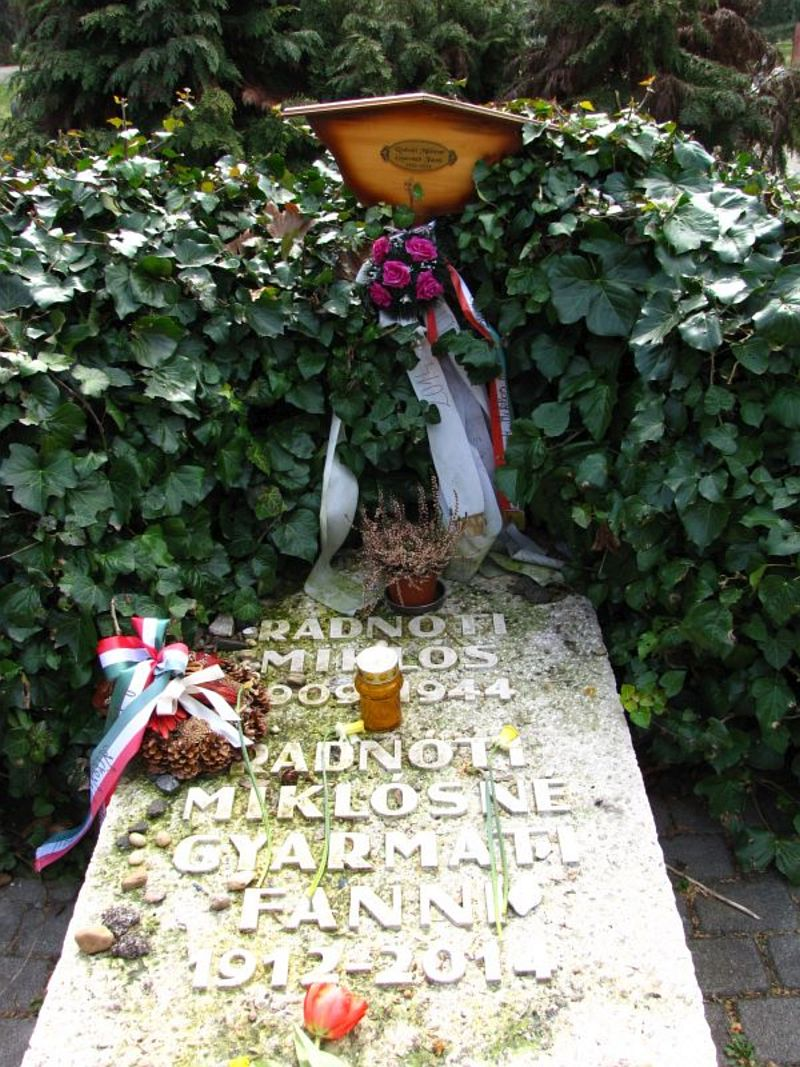
Sírja a Fiumei úti sírkertben (41-2-44)

## Életpályája
Dr. Gyarmati (Guttmann) Dávid Dezső (1873–1941) országgyűlési gyorsíró és Weisz Aranka leányaként született. 14 éves korában ismerte meg Radnóti Miklóst, akivel 1935. augusztus 11-én kötött házasságot Budapesten, a Terézvárosban, s a Pozsonyi út 1. számú házban béreltek lakást.
Gyarmati Fanni és Radnóti Miklós levelezése, amely Radnóti Miklós szegedi egyetemi éveire és munkaszolgálatainak idejére esik, ma már forrásértékű dokumentum.
Férje halála után a nyilvánosságtól visszavonultan gondozta Radnóti hagyatékát, illetve a Színház- és Filmművészeti Főiskola tanára lett: versmondást, francia és orosz nyelvet tanított. Sosem ment többé férjhez, özvegységét csaknem hetven évig őrizte.
A nyilvánosságtól elzárkózott, csupán a Népszabadságnak adott interjút 1962. január 21-én, melyben többek között úgy nyilatkozott, hogy „a fasizmus elnyelte az életünket”. Rádióban, televízióban nem szerepelt. Radnótiról nem írt, a férje nevét felvevő intézmények ünnepségein sem jelent meg, csupán a hagyatékhoz kapcsolódó ügyek intézésével foglalkozott.

## Elismerései
Több évtizedes oktatói munkásságáért és Radnóti Miklós hagyatékának közrebocsátásáért 2009 decemberében A Magyar Köztársasági Érdemrend középkeresztje kitüntetést vehette át Sólyom László köztársasági elnök megbízásából Hiller István oktatási és kulturális minisztertől. Hajlott korára való tekintettel (97 éves volt ekkor) Hiller István Gyarmati Fanni lakásán adta át a kitüntetést. E lakás még mindig ugyanaz a lakás, amelyben férjével, Radnóti Miklóssal élt, még mindig kint van a lakáson férje, Dr. Radnóti Miklós névtáblája. 99. születésnapján a Kohányi Társaság köszöntötte 9 szál sárga rózsával (Gyarmati Fanni kedvenc virága), s egyben a Kohányi Társaság örökös tiszteletbeli tagjának jelölték Gyarmati Fannit tekintettel arra, hogy mindaz a humanizmus, amelyet Radnóti Miklós költészete és a hozzá hű feleség képvisel, egyezik a Kohányi Társaság eszményeivel.
1999-ben a XIII. kerület, majd 2005-ben Budapest díszpolgára lett kiváló pedagógiai munkásságáért, valamint Radnóti Miklós életművének, irodalmi hagyatékának gondozásáért és őrzéséért.

## Videó
- Gyarmati Fanni 100 éves: köszöntő

## Kötetek
- Radnóti Miklós: Napló; sajtó alá rend. Radnóti Miklósné, utószó, jegyz. Melczer Tibor, szöveggond. Melczer Tibor, Székely Sz. Magdolna; Magvető, Budapest, 1989
- Radnóti Miklós. Fényképek; összeáll. Bókay László; Osiris, Budapest, 1999
- Radnóti Miklósné Gyarmati Fanni: Napló, 1935–1946, 1–2.; sajtó alá rend. Ferencz Győző, Nagy Zsejke, jegyz., utószó Ferencz Győző; Jaffa, Budapest, 2014
- Árnyékban éles fény vagy. A Radnóti házaspár fényképei; vál., szerk., jegyz., utószó Krähling Edit; Jaffa, Budapest, 2016
- Különben magyar költő vagyok. Radnóti Miklós levelezése I.; sajtó alá rend. Bíró-Balogh Tamás; Jaffa, Budapest, 2017